# Clerodendrum ugandense
Espèce
Classification phylogénétique
Clerodendrum ugandense (syn. Rotheca myricoides) est une espèce de plantes à fleurs de la famille des Lamiacées. C'est un arbuste sempervirent originaire d'Afrique tropicale.

## Description
C'est un arbuste pouvant atteindre 3 m de haut par 3 m de large. Les feuilles obovées sont opposées et dentées. Il est cultivé comme plante ornementale pour ses panicules de fleurs bleu violet de 10 à 25 cm de long. La fleur mesure environ 2,5 cm de diamètre et ressemble à un petit papillon. Elle est composée de cinq lobes, dont celui du centre est plus allongé et plus foncé que les autres.